# Antonio Pedro Gómez Dávila
Marquês de San Román foi Vice-rei de Navarra. Exerceu o vice-reinado de Navarra entre 1662 e 1664. Antes dele o cargo foi exercido por Antonio Álvarez de Toledo y Enríquez de Ribera. Seguiu-se-lhe Francisco de Tuttavilla.